# Brandnetelmotje
Het brandnetelmotje (Anthophila fabriciana) is een nachtvlinder uit de familie Choreutidae, die vooral overdag actief is. De spanwijdte is 10 tot 15 millimeter. De vlinder komt in heel het Palearctisch gebied voor.

## Waardplant
Het brandnetelmotje heeft de brandnetel en glaskruid als waardplant.

## Voorkomen in Nederland en België
Het brandnetelmotje is in Nederland en in België een heel algemene soort. De vliegtijd is van mei tot begin oktober in twee generaties.